# 東京マーケットLIVE!
東京マーケットLIVE!（とうきょうマーケットライブ）は、ラジオNIKKEIの第1・第2放送他で、2006年4月3日から2007年3月30日の間放送されていた総合経済情報番組である。

## 概要
1954年の開局以来、株式市況中継を専門的に手掛けて来た同局は、2波体制が整った1963年より、第1放送で東証の市況、第2放送は大証・名証の市況と商品先物市況とを分担して速報してきた。
しかし、バブル崩壊後の経済長期低迷、新興メディアとの競合、CM出稿量の低迷、BSデジタル放送（ビー・エス・コミュニケーションズ）事業の失敗などが輻輳して同局が慢性的赤字に陥り、年間2億円に上る株価オンライン情報使用料が経営上の重荷となったため、2002年4月の番組改編で第2放送を平日は原則休止とし、第1放送への集約と個別全銘柄市況中継の廃止等、大幅な縮小が敢行された。
一連の削減策の中でも、特に市況中継からの撤退が聴取者の強い反発を招き、また一時的に平均株価が回復傾向に転じた事から、休止されていた平日の第2放送を2006年4月より復活し、4年振りに2波体制で株式市況中継を再開するに伴い、当番組が発足した。
個人投資家がインターネット取引を活用する時代に対応し、アナリスト、コメンテーターによる解説（COMMENTARY CHANNEL）と、速報性の高い個別全銘柄株価の読み上げ（PRICE CHANNEL）の時間帯を分離させ（一部は両波サイマル放送）、東証アローズ内中継ブース、各所のサテライトスタジオ等と、ラジオNIKKEI本社第1スタジオからの、多元生放送形式に拡充された。
また同局ではインターネット放送（配信）も展開し、短波放送以外にライブストリーミングでサイマル放送した他、インターネット動画配信サービスや、携帯電話各キャリア向けの有料配信も行った。
当番組終了後の2007年4月2日以降は、商品先物市況中継からの撤退により、株式市場解説・展望中心の後番組『株式チャンネル』（第1放送）と、『株価実況』（第2放送）とに分離された。

## COMMENTARY CHANNEL
放送時刻
月 - 金曜：9:00 - 12:00、12:30 - 16:00
放送メディア
短波第1放送、同局ホームページ ライブストリーミング、同局iモード公式サイトからiアプリ「アプリdeラジオ」ライブストリーミング1、楽天マーケットTV（音声&東証スタジオ動画）。
出演者
- 前場キャスター（9:00 - 11:11）
  - 月曜：今野浩明
  - 火・水曜：和島英樹
  - 木・金曜：鎌田伸一

※ 同局記者陣については、兜倶楽部記者を参照。
- 後場キャスター（12:30 - 15:05）
  - 月・火曜：櫻井英明（株式新聞ウィークリー編集長）
  - 水曜：今野浩明
  - 木曜：石原暉知康（株式アナリスト、元ラジオたんぱアナウンサー）
  - 金曜：中村孝也（カブ知恵 投資情報部長）
- 進行アナウンサー
  - 月・金曜：内田政美
  - 火 - 木曜：叶内文子
- 株価&ランキング情報
  - 田中俊英（ラジオNIKKEI）
  - 増井里加
  - 笹本静香
  - 村瀬ひとみ

ほか

### 番組内容（COMMENTARY CHANNEL）
- 前番組『マーケットTODAY』のコーナーの大半と商品先物市況は、引き続き『COMMENTARY CHANNEL』に承継された。
- 本節は2007年1月4日より番組内容が改変される以前のもの。

前場
- 9:00 - 9:14（第1・第2サイマル放送）
オープニング、寄り付き値、ニュース、今日の展望、主要銘柄寄り付き値。
- 9:14 - 10:00（第1単独）
キャスター解説、ランキング情報、商品先物市況、クリーンヒット解説（キャスター解説）、ピッチサイドレポート（記者銘柄解説）、ランキング情報、商品先物市況。
- 10:00 - 10:30（第1単独）
ニュース&現在値、機関投資家の目（月・水・金）／市況ダイヤル（火・木）（アナリスト電話インタビュー）、ワンショット解説（キャスター解説）、ランキング情報（売買代金&騰落率上位）、商品先物市況。
- 10:30 - 11:00（第1単独）
ニュース&現在値、ワンショット解説（キャスター解説）、ランキング情報、前場のインサイドワーク（アナリスト電話インタビュー&キャスター解説）、商品先物市況。
- 11:00 - 11:44（第1・第2サイマル放送）
ニュース&前引け値、テレマートラジオショッピング（第1のみ、インターネットは別CM）、東証1部全銘柄 前引け値（第1は途中まで）。
- 11:44 - 12:00（第1単独）
商品先物市況、ランキング情報。

後場
- 12:30 - 12:47（第1・第2サイマル放送）
後場寄り付き値&ニュース、ピッチサイドレポート（記者銘柄解説）。
- 12:47 - 13:30（第1単独）
後場寄り付きデータ、13時のニュース&現在値（第2とサイマル放送）、ワンショット解説（キャスター解説）、ランキング情報、外国為替情報、商品先物市況。
- 13:30 - 14:00（第1単独）
クリーンヒット解説、ワンショット解説、後場のインサイドワーク（アナリスト電話インタビュー）、ランキング情報、商品先物市況。
- 14:00 - 14:30（第1単独）
ニュース&現在値、ランキング情報、企業インタビュー（月・水・金：ラジオNIKKEI記者の取材による注目企業のトップへインタビュー）／中国・アジア情報（火：ストラテジスト解説）／日本株リサーチ情報（木：ストラテジスト解説）、商品先物市況。
- 14:30 - 15:00（第1単独）
クリーンヒット解説、ランキング情報、マーケット・ウォッチ（月：兜町リテラクレア証券スタジオから公開生放送、ストラテジスト解説）／投資情報室（火：ストラテジスト解説）／マーケット・カフェタイム（水・金：大阪・梅田リテラクレア証券スタジオから公開生放送、アナリスト解説）／ストラテジスト電話インタビュー（木）。
- 15:00 - 15:43（第1・第2サイマル放送）
大引け値速報&ニュース、翌営業日の展望、商品先物市況（第1のみ）、東証1部全銘柄 終値（第1は途中まで）。
- 15:43 - 16:00（第1単独）
テレマートラジオショッピング（第1のみ、インターネットは別CM）、商品先物市況。

## PRICE CHANNEL
放送時刻
月 - 金曜：9:00 - 16:15
放送メディア
短波第2放送、同局iモード公式サイトからiアプリ「アプリdeラジオ」ライブストリーミング2。

### 番組内容（PRICE CHANNEL）
前場
- 9:00 - 9:14（第1・第2サイマル放送）
オープニング、寄り付き値、ニュース、今日の展望、主要銘柄寄り付き値。
- 9:14 - 11:00（第2単独）
東証1部現在値、東証2部市況（10:19頃）、名証市況（9:17頃、10:37頃）。
- 11:00 - 12:30
ニュース＆前引け値、前引け指標、東証1部全銘柄 前引け値（第2は最後まで）、大証・名証 前引け値（12:25頃）。

後場
- 12:30 - 12:47（第1・第2サイマル放送）
後場寄り付き値＆ニュース、ピッチサイドレポート（記者銘柄解説）。
- 12:47 - 15:00（第2単独）
新興3市場市況（12:47頃、14:42頃）、名証市況（12:58頃、13:16頃、14:43頃）、13時のニュース&現在値（このコーナーのみ、第1の同時放送）、東証1部 主要・活況銘柄歩み値、東証1部現在値、東証2部市況（14:09頃）。
- 15:00 - 16:15（第1・第2サイマル放送）
大引け値速報＆ニュース、翌営業日の展望、大引け指標（第2のみ）、東証1部全銘柄 終値（第2は最後まで）、大証・名証 主要銘柄終値（16:09頃）。